# Antonio María Barbieri
Antonio María Kardinal Barbieri Romano OFMCap, Taufname Alfredo Barbieri, (* 12. Oktober 1892 in Montevideo, Uruguay; † 6. Juli 1979 ebenda) war Erzbischof von Montevideo.

## Leben
Antonio María Barbieri trat nach seiner Schulzeit in den Kapuzinerorden ein und studierte in Rom die Fächer Katholische Theologie und Philosophie. Er empfing am 17. Dezember 1921 in Rom das Sakrament der Priesterweihe und arbeitete anschließend als Dozent und Rektor an mehreren Schulen der Kapuziner in Argentinien. Mehrere Jahre lang nahm er als Guardian und Provinzial auch Leitungsaufgaben in seinem Orden wahr.
Am 6. Oktober 1936 ernannte ihn Papst Pius XI. zum Titularerzbischof von Macra und Koadjutorerzbischof von Montevideo. Die Bischofsweihe spendete ihm der Apostolische Nuntius in Argentinien, Erzbischof Filippo Cortesi, am 8. November 1936; Mitkonsekratoren waren Juan Francisco Aragone, Erzbischof von Montevideo, und Alfredo Viola, Koadjutorbischof von Salto.
Mit dem Rücktritt Juan Francisco Aragones am 20. November 1940 folgte Antonio María Barbieri diesem als Erzbischof von Montevideo nach. 1953 erhielt er den Titel eines Päpstlichen Thronassistenten. Papst Johannes XXIII. nahm ihn am 15. Dezember 1958 als Kardinalpriester mit der Titelkirche San Crisogono in das Kardinalskollegium auf. In den Jahren 1962 bis 1965 nahm Antonio María Barbieri am Zweiten Vatikanischen Konzil teil, ebenso war er Teilnehmer am Konklave 1963, bei dem Papst Paul VI. gewählt wurde. Die Leitung des Erzbistums Montevideo legte er am 17. November 1976 aus Altersgründen nieder.
Antonio María Barbieri starb am 6. Juli 1979 in Montevideo und wurde in der Kathedrale von Montevideo beigesetzt.